# Det definitive afslag på anmodningen om et kys
Det definitive afslag på anmodningen om et kys er en dansk eksperimentalfilm fra 1949 instrueret af Jørgen Roos og Wilhelm Freddie.

## Handling
Denne artikel mangler et handlingsreferat. Hjælp os med at skrive det.

## Problemer med ophavsret
Filmen blev i 2008 udsendt på en DVD med titlen  Danske eksperimentalfilmklassikere 1942-1958.  Den blev kort efter trukket tilbage da  Det Danske Filminstitut ikke havde spurgt  den ene af rettighedshaverne — Wilhelm Freddies eksekutor Birger Raben-Skov, og han sagde nej med begrundelsen:”Freddie ville aldrig have accepteret en sådan udgivelse,”